# Ana Lupez
Ana Lupez Astargo Chaparro (Guaymallén, 28 de marzo de 1944), a veces mencionada como Ana Lupe, es una actriz, bailarina, vedette, coreógrafa y empresaria argentina. Fue una de las primeras mujeres trans argentinas en realizarse la cirugía de afirmación de género, algo que ella misma ha considerado el "mayor triunfo" de su vida: "ser mujer". Propietaria y figura de la mítica sala Barcelona de Noche, en la ciudad homónima y del Paradise Show Teatre de Maspalomas en las Islas Canarias.

## Biografía

### Primeros años
Ana Lupez Astargo Chaparro nació en Guaymallén, Provincia de Mendoza el 28 de marzo de 1944. Registrada como hombre al nacer, relata que a los siete años ya sufría ataques de histeria cuando su madre intentaba vestirla con ropa de varón, iniciando un proceso que la llevó a identificarse como mujer.
Inicialmente fue hija única, pero luego su madre formó otra pareja y tuvo siete hijos más. Desde muy niña se sintió mujer lo que llevó a su madre a pensar que estaba enferma, de acuerdo con los estándares médicos y morales de la época. Los otros niños la llamaban «María Félix» y se burlaban, sin que ella entendiera la causa.
A los 14 años se fue de su casa y se identificó como gay, viviendo en condiciones de indigencia. Trabajó en un circo y fue bailarín de varias fiestas de la Vendimia.

### Entre Buenos Aires y Montevideo
A finales de la década de 1950, a los 15 años, decidió migrar a Buenos Aires. Allí hizo sus primeros pasos como bailarín de cabaret, pero también sufrió las persecuciones a las personas con orientaciones sexuales e identidades de género disidentes y estuvo presa varias veces en la cárcel de Devoto, atravesando momentos muy difíciles.
A los 20 años, en 1964, migró nuevamente, esta vez a Montevideo, donde logró vincularse con el mundo del espectáculo, trabajando en el programa cómico televisivo Telecataplúm. Allí se vinculó con un grupo de travestis brasileras y se inició en lo que en esa época se llamaba "transformismo". En Uruguay tomó clases de ballet clásico moderno y folklore argentino.
Hacia fines de la década de 1960 tomó contacto con la revista porteña donde trabajó como bailarín durante una década, en los teatros Maipo y El Nacional, en espectáculos encabezados por figuras como Nélida Roca, Nélida Lobato, Moria Casán, Zulma Faiad, Pepe Marrone, Alfredo Barbieri, Osvaldo Pacheco, entre otros. Sobre el final de la década de 1970 y comienzos de 1980, adopta el nombre de Ana Lupez y comienza a actuar cada vez más como "transformista", formando parte de elencos que se presentaron en Perú, Venezuela, Chile, Bolivia, Uruguay y Brasil. Pese a ello, siguió siendo detenida por la policía en sus operativos contra las personas homosexuales y trans.

### España
En 1979, emocionalmente agotada por la persecución a las personas LGBT durante la dictadura reinante en Argentina, decidió emigrar. Luego de unos meses en Brasil y Portugal se radicó en España que, gracias a la democracia conquistada en 1978, comenzaba a vivir una etapa del gran libertad en general y particularmente para las personas trans y los espectáculos de revistas en los que se lucían desnudos completos.
Comenzó trabajando como vedette en el Gay Club de Madrid, lugar pionero del movimiento LGBT+ español.

### Barcelona de Noche
A fines de 1981 Antonio Gracia José, célebre showman de cabaret y artista multifacético conocido como "Pierrot", la contrató para actuar en el mítico cabaret Barcelona de Noche, conocido como la "Catedral Gay", en el espectáculo "Locas de amorrr", junto a Madame Arthur y Pirondello. En el transcurso de esa década Ana Lupez se convertiría en "supervedette", y alma del Barcelona de Noche, salón del que se volvería propietaria hasta su cierre en 1990, como resultado de la reforma urbana que transformó el antiguo barrio de El Raval, de cara a los Juegos Olímpicos de 1992.
En 1983 ya es primera figura en el espectáculo E.L.L.A.S, en el Barcelona de Noche, nuevamente junto a Madame Arthur.
En 1984 protagonizó Escándalo Gay en el Teatro Progreso de Madrid. Desde fines de ese año y hasta 1986 encabezó el elenco de la sala New Centaurus, uno de los dos cabarets madrileños de revista.
En 1986 se realizó una cirugía de afirmación de género en la Clínica Delfos de Barcelona, algo que ella misma ha considerado como el "mayor triunfo" de su vida: "ser mujer". Al volver de la operación lideró el elenco del show Ya soy yo, en el que cantaba la que sería su canción estrella “Soy lo prohibido”.
Poco después formó pareja con un hombre italiano con quien pasó casi dos décadas de su vida, hasta que él murió en 2003. En 1987 compró el Barcelona de Noche junto a otros dos argentinos,Ricardo Rodríguez y Adrián Tanquia. Ese año puso en escena Las tretas de Ana. Otro de los espectáculos de esos años fue “Un desplume diferente”, presentado en el Barcelona de Noche y en el viejo Teatro Apolo. La acompañaban en el elenco Yani Forner, Patrick, Manel Dalgó, África, Lord Luis, Marvin Sala, Jaiza, Rafa, el fotógrafo Pedro Avellaned, Jusep Solé en decorados, entre otros y otras artistas. La sala ofrecía dos espectáculos distintos a lo largo de la noche y fue el decorado de multitud de películas y series rodadas en Cataluña. 

Finalmente, poco antes de celebrarse en Barcelona los Juegos Olímpicos de 1992, se aprobó un plan de reforma en el barrio del Raval. Muchos tablaos flamencos, bares, cabarets, pensiones, meublés y tiendas de "gomas y lavajes" fueron clausurados. De forma muy discreta el 16 de septiembre de 1990 el Barcelona de Noche cerró definitivamente sus puertas. Temporalmente los periódicos anunciaban un cierre temporal del local por gira de la Compañía. Pero jamás regresarían.

### Luego de 1990
En los '90 Ana Lupez se instala como empresaria de espectáculos de revista en las Islas Canarias, comprando una sala llamada Paradise en Maspalomas. Fue también propietaria de dos restoranes y una zapatería con diseños propios. En 1990 actuó en el capítulo "Cáscara amarga" de la serie televisiva Eva y Adán, agencia matrimonial. y aparece en las escenas de travestis de la película Las edades de Lulú de Bigas Luna.
En 2003 falleció su esposo. En 2005 volvió a la Argentina donde puso en escena el espectáculo Otro tipo de Mujer, en Teatro Variedades Concert, ubicado en la Avenida Corrientes, eje del espectáculo teatral de Buenos Aires. En 2019 recibió el Premio Trayectoria en ocasión de la elección de Miss Transformarte 2019, en Alicante.
En los últimos años, ya jubilada, se radicó en Benidorm, en la Comunidad Valenciana.